# Paroaria coronata
Il cardinale ciuffo rosso (Paroaria coronata (Miller, 1776)) è un uccello della famiglia Thraupidae.

## Descrizione

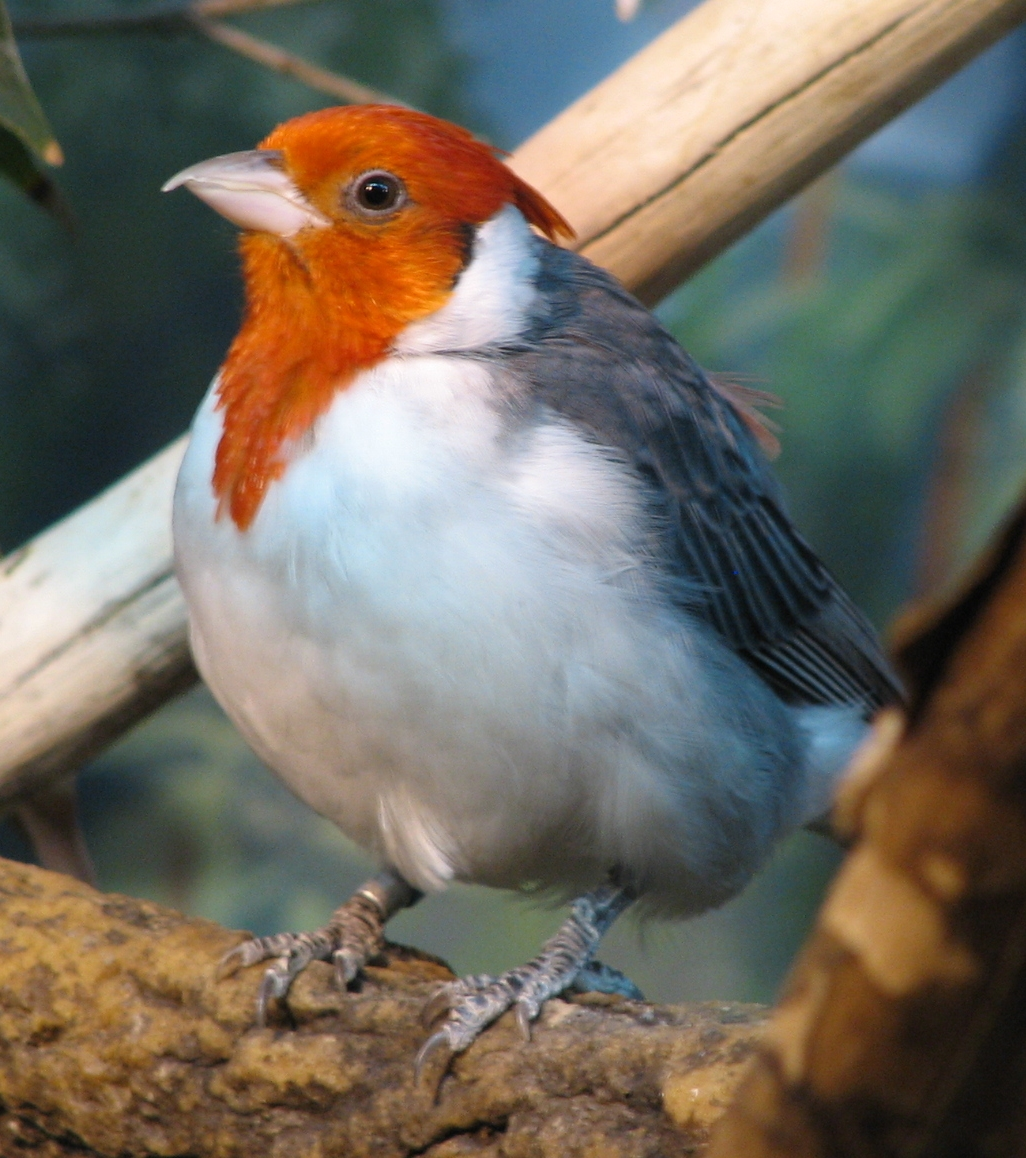
Cardinale dal ciuffo rosso

Caratteristica di questo uccello è il ciuffo rosso, colore che si estende sulla testa, e sul mento, poi ha petto, sottocoda e fianchi di colore bianco, il rimanente è di colore grigio, non c'è dimorfismo sessuale evidente, la taglia media è sui 20 cm.

## Biologia

### Voce
Nei paesi d'origine è molto diffuso tra gli uccelli da tenere in cattività, sia per la sua rusticità, sia per il canto flautato e melodioso.

### Alimentazione
Come tutti gli uccelli granivori, i semi sono la sua dieta base, ma specie nel periodo della riproduzione integra con frutta, bacche, ed insetti.

### Riproduzione
Un maschio molto aggressivo difende il nido in cui la femmina depone un massimo di 4 uova di colore chiaro, che si schiudono in due settimane, altrettante ce ne vogliono per vedere i pulli involarsi, anche se per il pieno svezzamento occorrono altri 15 giorni.

## Distribuzione e habitat
Lo si trova nel Sud america orientale.
Il suo habitat preferito è quello dei campi, dove ci siano cespugli, e possibilmente qualche corso d'acqua nelle vicinanze.